# Indigofera macrophylla
Indigofera macrophylla là một loài thực vật có hoa trong họ Đậu. Loài này được Schum. & Thonn. miêu tả khoa học đầu tiên.